# Distrito de Iyo (Ehime)

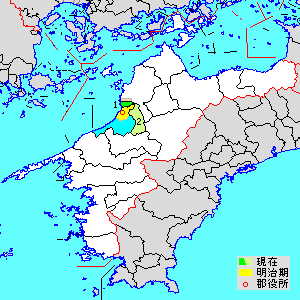
Ubicación del Distrito de Iyo, Prefectura de Ehime

El Distrito de Iyo (伊予郡 Iyo-gun?) es un Distrito (郡 gun?) de la Prefectura de Ehime. Tiene una población de 52,832 habitantes y una superficie de 121.89 km² (al 2004).
En la actualidad está conformado por los siguientes pueblos:
- Tobe
- Masaki

## Historia
- 1890 aproximadamente: la Villa de Habu (垣生村 Habu-mura?) (en la actualidad es parte de la Ciudad de Matsuyama) pasa a formar parte del Distrito de Onsen.
- 1890 aproximadamente: la Villa de Yodo (余土村 Yodo-mura?) (en la actualidad es parte de la Ciudad de Matsuyama) pasa a formar parte del Distrito de Onsen.
- 1896: Absorbe las villas de Haramachi (原町村 Haramachi-mura?), Tobe (砥部村 Tobe-mura?), Hirota (広田村 Hirota-mura?), Nakayama (中山村 Nakayama-mura?), Izubuchi (出渕村 Izubuchi-mura?), Saredani (佐礼谷村 Saredani-mura?), Kaminada (上灘村 Kaminada-mura?) y Shimonada (下灘村 Shimonada-mura?), todas del Distrito de Shimoukena (下浮穴郡 Shimoukena-gun?), el cual desaparece en consecuencia.
- 1907: el 1° de enero la Villa de Nakayama absorbe la Villa de Izubuchi.
- 1908: el 30 de septiembre la Villa de Mitsuho (満穂村 Mitsuho-mura?) del Distrito de Kita (actualmente es parte del Pueblo de Uchiko) absorbe una parte de la Villa de Shimonada.
- 1921: el 3 de septiembre la Villa de Kaminada pasa a ser Pueblo de Kaminada.
- 1922: el 31 de octubre la Villa de Masaki (松前村 Masaki-mura?) pasa a ser Pueblo de Masaki.
- 1925: el 1° de abril la Villa de Minamiyamasaki (南山崎村 Minamiyamasaki-mura?) absorbe una parte de la Villa de Kaminada.
- 1925: el 1° de abril la Villa de Nakayama pasa a ser Pueblo de Nakayama.
- 1928: el 10 de noviembre la Villa de Tobe pasa a ser Pueblo de Tobe.
- 1929: el 15 de marzo el Pueblo de Nakayama absorbe una parte de la Villa de Hirota.
- 1940: el 1° de enero el Pueblo de Gunchu (郡中町 Gunchū-chō?) absorbe la Villa de Gunchu (郡中村 Gunchū-mura?) (no se trató de un cambio de categoría).
- 1955: el 1° de enero se fusionan el Pueblo de Gunchu y las villas de Minamiyamasaki, Kitayamasaki (北山崎村 Kitayamasaki-mura?) y Minamiiyo (南伊予村 Minami'iyo-mura?), formando la Ciudad de Iyo.
- 1955: el 1° de febrero el Pueblo de Nakayama absorbe la Villa de Saredani.
- 1955: el 31 de marzo el Pueblo de Tobe absorbe la Villa de Haramachi.
- 1955: el 31 de marzo el Pueblo de Masaki absorbe las villas de Kitaiyo (北伊予村 Kita'iyo-mura?) y Okada (岡田村 Okada-mura?).
- 1955: el 31 de marzo se fusionan el Pueblo de Kaminada y la Villa de Shimonada, formando el Pueblo de Futami.
- 1958: el 1° de noviembre el Pueblo de Tobe absorbe una parte de la Ciudad de Iyo.
- 2005: el 1° de enero el Pueblo de Tobe absorbe la Villa de Hirota.
- 2005: el 1° de abril la Ciudad de Iyo absorbe los pueblos de Nakayama y Futami.